# 1937 en hockey sur glace
Cette page présente les éléments de hockey sur glace de l'année 1937, que ce soit d'un point de vue rencontres internationales ou championnats nationaux. Les grandes dates des différentes compétitions sont données ainsi que les décès de personnalités du hockey mondial.

## Amérique du Nord

### Ligue nationale de hockey
La saison LNH 1936-37 a été la 20e saison régulière de la Ligue nationale de hockey. Huit équipes ont joué chacune 48 matchs. À l'issue de la saison régulière, les Red Wings de Détroit ont gagné la Coupe Stanley contre les Rangers de New York.

### Ligue américaine de hockey
Les Stars de Syracuse battent les Ramblers de Philadelphie 3 matchs à 1 et remportèrent la première coupe Calder de l'histoire.

## Europe

### Allemagne
- Le Berliner Schlittschuhclub remporte son 17e titre de champion d'Allemagne[1].

### Finlande
L'Ilves Tampere remporte la SM-sarja.

### France
- Les Français Volants de Paris sont champion de France pour la 2e fois.

### Hongrie
- 15 janvier : début du premier championnat hongrois de l'histoire.
- 18 janvier : le Budapesti Korcsolyázó Egylet est sacré champion de Hongrie[3].

### Pologne
Cracovia Kraków est champion national.

### Suède
- 26 mars : Hammarby IF remporte le championnat national[5].

### Suisse
Le HC Davos, champion de Suisse, remporte la dernière édition du Championnat national de série A, qui fera place la saison suivante au Ligue nationale A.

### Tchécoslovaquie
Le 3 janvier 1937, le match SSK Vítkovice - Sparta Prague lance le premier championnat national de Tchécoslovaquie.
Le LTC Prague est le premier champion de Tchécoslovaquie.

## International

### Championnats du monde
La Grande-Bretagne accueille ces championnats 1937. Bien que championne olympique en titre, elle ne parvient pas à inquiéter les canadiens et termine second de la compétition.

## Autres Évènements

### Fondations de club
- Rapaces de Gap (France)
- HC Ambri-Piotta (Suisse)
- HC Fribourg Gottéron (Suisse)
- HC Vsetin (République tchèque)
- Skautafelag Akureyrar (Islande)
- Svedjeholmens IF (Suède)
- ŠHK 37 Pieštany (Slovaquie)

### Décès
- 8 mars : Howie Morenz, joueur canadien.